# Zuzana Trepková Paternostro
Zuzana Trepková Paternostro (*12 de janeiro de 1944, Budapeste, Hungria) é uma historiadora de arte de origem eslovaca que vive e trabalha no Brasil desde 1972, desde que casou com o brasileiro Jorge Guimarães Paternostro. Seus ancestrais foram deslocados  em 1756 junto com outros nativos da Eslováquia para Budapeste, onde a epidemia de peste diminuiu significativamente a população. Sua família retornou a  Eslováquia, em 1947. Primeiro viveu em Kosice e depois em Bratislava.
Zuzana Paternostro é formada em História e Teoria da Arte com mestrado e doutorado pela Universidade de J. A. Komenský, Faculdade de Filosofia – em Bratislava. Possui um histórico de 36 anos de trabalho no Museu Nacional de Belas Artes do Rio de Janeiro, onde trabalhou como técnica e curadora – chefe e sénior – de Pintura Estrangeira.
Seus principais textos abordam desde registros sobre coleções de artes decorativas até recortes sobre o acervo da Pintura Estrangeira do Museu Nacional de Belas Artes. É membro da Associação Brasileira de Críticos de Arte (ABCA), da Associação Internacional de Críticos de Arte (AICA), do Conselho Regional de Museologia, do Conselho Internacional de Museus (ICOM) e do Conselho Internacional de Curadores de Arte Flamenca e Holandesa.

## Histórico
- 1958-1962 - estudou na Escola de Artes Aplicadas de Bratislava, Departamento de Design, Tchecoslováquia
- 1962-1967 - estudou na Faculdade de Filosofia da Universidade J. A. Komenský, Departamento de História e Teoria das Artes, Bratislava, Tchecoslováquia
- 1967-1971 - assistente técnica e chefe do departamento de artesanato e arte industrial da Galeria Nacional da Eslováquia em Bratislava, Tchecoslováquia
- 1971 - casou-se com o brasileiro Jorge Guimarães Paternostro e se mudou para o Brasil, Tchecoslováquia
- 1972 - estágio no Museu Nacional de Belas Artes, Rio de Janeiro, Brasil
- 1975 - assistente técnica no Museu Nacional de Belas Artes, Rio de Janeiro, Brasil
- 1977 - curadora responsável pela coleção pinturas estrangeiras do Museu Nacional de Belas Artes, Rio de Janeiro, Brasil
- 1977-1979 - estudou restauração e conservação de pinturas, Faculdade de Belas Artes da Universidade do Rio de Janeiro, Brasil
- 1977-1982 - professora assistente no Departamento de História da Arte da Faculdade de Educação "Humanidades Pedro II.", Rio de Janeiro, Brasil
- 1982-2006 - curadora-chefe do Departamento de Pinturas Estrangeiras no Museu Nacional de Belas Artes, Rio de Janeiro, Brasil
- 2006-2011 - curadora sênior do Museu Nacional de Belas Artes, Rio de Janeiro, Brasil Viajou profissionalmente a diversos países do continente europeu, americano e asiático.

## Membro de Associações Profissionais
- Associação Nacional de Críticos de Arte (ABCA), Brasil, (1989- )
- Conselho Regional de Museus, Rio de Janeiro, Brasil, (1985-2011)
- Associação Internacional de Críticos de Arte (AICA), Paris, França, (1995- )
- Conselho Internacional de Museus (ICOM), Paris, França, (1975- )
- União dos Artistas Plásticos da Eslováquia, Bratislava, Eslováquia, (1967-1971)
- Conselho Internacional de curadores de arte flamenca e holandesa (CODART), Holanda, (2001-2014)

## Curadoria de exposições
- 1969 - Escola de Artes Aplicadas de Bratislava. Kunsthaus, Bratislava, Tchecoslováquia
- 1969 - Magdalena Robinsonová: Retratos em Fotografia. Galeria Nacional Eslovaca em Bratislava,  Tchecoslováquia
- 1970 - Arte aplicada eslovaca das coleções da Galeria Nacional Eslovaca. Castelo Červený kameň,  Tchecoslováquia
- 1970 - Cerâmica e têxteis artprotis eslovacos. Dresden, Alemanha Oriental
- 1970 - Roland Hanus. Galeria Cypriáno Majerník, Bratislava, Tchecoslováquia
- 1970 - Juraj Rusňák: Desenho. Galeria Mladých, Bratislava, Tchecoslováquia
- 1971 - Semana da Cultura Tchecoslovaca: Artes Aplicadas. Torino, Itália
- 1974 - Reflexões Impressionismo: pintura internacional e brasileira das coleções do Museu Nacional de Belas Artes. Rio de Janeiro, Brasil
- 1977 - Nivoulies de Pierrefort e suas pinturas. Museu Nacional de Belas Artes, Rio de Janeiro, Brasil
- 1978 - Germano Blum: Gravuras. Museu Nacional de Belas Artes, Rio de Janeiro, Brasil
- 1982 - Louis Eugène Boudin: pintor pré-impressionista. Exposição da coleção de Museu Nacional de Belas Artes, Rio de Janeiro, Brasil
- 1985 -1989 - Arte européia do século XIX no acervo. Museu Nacional de Belas Artes, Rio de Janeiro, Brasil
- 1992; 1996 - Pinturas italianas de século XVIII e XIX. Exposição da coleção de Museu Nacional de Belas Artes, Rio de Janeiro, Brasil
- 1996 - Paisagem brasileira na visão dos pintores estrangeiros. SESC - Departamento Nacional, Brasil
- 1998 - Impressionismo - seus antecessores e seus sucessores. SESC - Departamento Nacional, Brasil
- 2000 - Pintura holandesa. Exposição da coleção de Museu Nacional de Belas Artes, Rio de Janeiro, Brasil
- 2000 - Coleção Lebreton. Exposição do acervo de Museu Nacional de Belas Artes, Rio de Janeiro, Brasil
- 2002 - Pintura holandesa e flamenga em homenagem a CODART. Museu Nacional de Belas Artes, Rio de Janeiro, Brasil
- 2002 - Pós-impressionismo - grandes obras em coleções internacionais. SESC - Departamento Nacional, Brasil
- 2003 - Segredos das pinturas antigas. Museu Nacional de Belas Artes, Rio de Janeiro, Brasil
- 2004 - Louis Eugène Boudin nas coleções dos barões de São Joaquim. Exposição do acervo de Museu Nacional de Belas Artes. Museu Oscar Niemeyer, Curitiba, Brasil
- 2005 - Janela de inspeção - estudando obras flamengas e holandesas em reservas técnicas. Exposição da coleção do Museu Nacional de Belas Artes, Rio de Janeiro, Brasil
- 2006 - Os clássicos da pintura européia. Exposição das coleçȏes de Museu Nacional de Belas Artes, Rio de Janeiro, Brasil
- 2007 - Retrato de Jeanneton: por Nicolas Antoine Taunay. Obra em destaque no mês de  Março Museu Nacional de Belas Artes, Rio de Janeiro, Brasil

## Catálogos de arte
- 1968 - Catálogo da exposição “PORTRÉTY  VO FOTOGRAFII MAGDALENY ROBINSONOVEI”. Autora. Bratislava, Tchecoslováquia
- 1969 - Catálogo da exposição “VÝSTAVA  STREDNEJ ŠKOLY UMELECKÉHO PRIEMYSLU”. Autora. Bratislava, Tchecoslováquia

- 1970 - Catálogo da exposição  “SLOVENSKÉ UŽITÉ UMENIE”. Autora. Castelo Červený kameň, Tchecoslováquia
- 1970 - Catálogo da exposição “ROLAND HANUS”. Autora. Bratislava, Tchecoslováquia

- 1971 - Catálogo da exposição  “SLOWAKISSCHE TAPISSERIE UND KERAMIK”. Co-autora.  Dresden, Alemanha Oriental

- 1971 - Catálogo da exposição “DALLA CULTURA CECOSLOVACCA”. Co-autora. Torino, Itália

- 1971 - Catálogo de exposição “EXEMPLA  71 – ČSSR”. Participação. Munique, Alemanha Ocidental
- 1978 - Catálogo da exposição “GERMANO  BLUM - A BUSCA”. Autora. Rio de Janeiro, Brasil
- 1982 - Catálogo Monográfico da Coleção “LOUIS EUGÈNE BOUDIN NO MUSEU NACIONAL DE BELAS ARTES”. Autora. Rio de Janeiro, Brasil

- 1985 - Catálogo “MUSEU NACIONAL DE BELAS ARTES NO RIO DE JANEIRO”. Co-autora. Banco Safra, São Paulo, Brasil
- 1987 - Catálogo de exposição “BRÉSIL ARTS POPULAIRES – GRAND PALAIS”. Participação. Paris, França

- 1991 - Catálogo de exposição ”ASPECTOS DA RETRATISTICA”. Autora. Acervo Museu Nacional de Belas Artes, Rio de Janeiro, Brasil

- 1992 - Catálogo Raisonné “PINTURA ITALIANA ANTERIOR AO SÉCULO XIX NO MUSEU NACIONAL DE BELAS ARTES”. Co-autora. Rio de Janeiro, Brasil

- 1996 - Catálogo de exposição “ARTE ITALIANA NA COLEÇÃO DO MUSEU NACIONAL DE BELAS ARTES”. Co-autora. Museu de Arte de São Paulo, Brasil

- 1996 - Catálogo “EXPOSIÇÃO GRUPO LEÃO E NATURALISMO PORTUGUÊS”. Co-autora. Pinacoteca do Estado de São Paulo, Brasil

- 1998 - Catálogo de exposição “IMPRESSIONISMO – HISTÓRIA E SEUS REFLEXOS”. Autora. SESC – Departamento Nacional, Brasil

- 1999 - Catálogo da exposição “ORIENTALISMO NA PINTURA”. Autora. Acervo Museu Nacional de Belas Artes, Rio de Janeiro, Brasil
- 2000 - Catálogo  “COLEÇÃO LEBRETON E MISSÃO ARTÍSTICA FRANCESA”. Autora. Rio de Janeiro, Brasil
- 2002 - Catálogo da exposição “RETRATOS DO MUNDO ARTÍSTICO”. Autora. Acervo Museu Nacional de Belas Artes, Rio de Janeiro, Brasil
- 2002 - Catálogo da exposição  “NATUREZA MORTA”. Autora. Acervo Museu Nacional de Belas Artes, Rio de Janeiro, Brasil
- 2002 - Catálogo da exposição “PINTURAS CONTEMPORÂNEAS”. Autora. Acervo Museu Nacional de Belas Artes,  Rio de Janeiro, Brasil
- 2006 - Catálogo da exposição “CLÁSSICOS DA PINTURA EUROPEIA”. Autora. Acervo Museu Nacional de Belas Artes, Rio de Janeiro, Brasil
- 2011 - Catálogo da mesa redonda “ID. MARKÓ KÁROLY”. Co-autora. Galeria Nacional da Hungria, Budapest, Hungria

## Publicações / Citações seleccionadas
- 1970 - Rezbarská škola a dielňa v Piargu.  Artigo em Vlastivedný časopis, nº 4. Bratislava, Tchecoslováquia, pp. 22-25
- 1972 - Cândido Portinari – Expozícia v Museu Nacional de Belas Artes v Rio de Janeiro. Artigo em revista Výtvarný život, Bratislava, Tchecoslováquia, pp. 27 28
- 1973 - Československá  scénografie na 22. Bienále v São Paulo. Artigo em revista Výtvarný život, Bratislava, Tchecoslováquia, pp. 46-47
- 1982, 1984, 1985, 1987, 1988 - Artigos em Boletim do Museu Nacional de Belas Artes. MEC / ProMemória / MNBA, Rio de Janeiro, Brasil
- 1992 - Museu Nacional de Belas Artes - Pintura Italiana Anterior a Séc. XIX. Luiz Marques & Zuzana Paternostro. Areia Editorial, Rio de Janeiro, Brasil[3]
- 1996 - Museu Nacional de Belas Artes: Arte Italiana em coleçȏes brasileiras 1250-1950. Luiz Marques & Zuzana Paternostro. Editora  IPHAN, Rio de Janeiro, Brasil
- 1998 - Dějiny Brazílie. Citação em livro de Jan Klíma. Lidové noviny, Praha, República Tcheca, p. 359
- 2002 - Dutch and Flemish Painting in the National Museum of Fine Arts in Rio de Janeiro. Artigo em CODART Courant nº 4-5. Amsterdam, Holanda
- 2003 - N. A. Taunay 1755-1830. Citação em livro de Claudine Lebrun Jouve. Arthena, Paris, França, p. 288
- 2007 - Importantes doações - J. B. Debret. Artigo em Jornal da ABCA. Arte & Crítica. São Paulo, Brasil
- 2007 - Debret e o Brasil. Citação em livro de Júlio Bandeira e Pedro Correia do Lago. Capivara, Rio de  Janeiro, Brasil, pp. 3 e 16
- 2007 - Karol Marko, st.: Krajina s kúpajúcími sa mladíkmi. Artigo em anuário Ročenka Slovenské národné galerie (2007-2008). Bratislava, Eslováquia, pp. 71-74
- 2008 - N. A. Taunay do Brasil. Artigo no de Lilia M. Schwartz. Sextante, Rio de Janeiro, Brasil, pp. 171-181
- 2008 - O sol do Brasil - Nicolas Antoine Taunay. Citação em livro de Lilia M. Schwartz. Companhia das Letras, São Paulo, Brasil, p. 285
- 2008 - Afinidades históricas e culturais entre o Brasil e a República Tcheca. Citações em livro de Pavel Štěpánkek. Ed. L. Marek, Brno, República Tcheca, pp. 153-162
- 2008 - Frans Post: arte repatriada. Artigo em revista da História - Biblioteca Nacional, Rio de Janeiro, Brasil, p. 70
- 2008 - Gonsalvo Carelli - umelecká škola Possillipo. Artigo em Časopis mestskej galérie. Bratislava, Eslováquia, p. 7
- 2009 - A arte de Andy Warhol: Identidade Eslava. Entrevista com Adriano Belisário em Revista de História - Biblioteca Nacional. Rio de Janeiro, Brasil
- 2009 - Gonsalvo Carelli: Kostol  sv. Františka v Cava. Artigo em revista Pamiatky a múzeá. Bratislava, Eslováquia, p. 66
- 2009 - Pancho Guedes - um Vitruvius moçambicanos. Artigo em revista Jornal da ABCA. Arte & Crítica. São Paulo, Brasil
- 2010 - Guido Reni versus Elizabetta: o original e suas cópias.  Artigo em Anuário do MNBA. MNBA / IBRAM / MinC, Rio de Janeiro, Brasil, pp. 165-174
- 2010 - Natureza morta no Calouste Gulbenkian em Lisboa. Artigo em Jornal da ABCA. Arte & Crítica. São Paulo, Brasil, pp. 12-13
- 2010 - Frans Post nos museus da Rússia. Artigo em Jornal da ABCA. Arte & Crítica. São Paulo, Brasil, pp. 17-19
- 2011 - Imagens de viajantes: de Calcutá, em 1856, à Xangai de 2010. Artigo em Jornal da ABCA. Arte & Crítica. São Paulo, Brasil, pp. 24-25
- 2011 - Osudy umeleckých diel a ich tvorcov - slovenské reálie. Citação em livro de Milan Vároš. Matica slovenská, Martin, Eslováquia, pp. 277-280
- 2013 - Brazília nie je len karneval. Entrevista com Juraj Kusnierik em revista Týždeň. Bratislava, Eslováquia, 15/dez, pp. 82-84
- 2014 - Londres de setecentos. Artigo em Jornal da ABCA. Arte & Crítica. São Paulo, Brasil, p. 24
- 2015 - Kurátorka z Ria: Srdce je sval, ktorý sa môze zväčšit. Entrevista com Michal Zeman em jornal Pravda. Bratislava, Eslováquia, 28/fev, pp. 18-19
- 2015 - Obra do escultor Juraj Rusňák: Um artista e uma historiadora da arte. Artigo em Jornal da ABCA. Arte & Crítica. São Paulo, Brasil, n° 35
- 2015 - O Espírito da Criação. Relato da entrevista com Oscar Benitez Antuña. Artigo em Jornal da ABCA. Arte & Crítica. São Paulo, Brasil, n° 35
- 2016 - Vivências de Curadorias e a Arte no Feminino; Zurique e Rio de Janeiro. Artigo Jornal da ABCA. Arte & Crítica. São Paulo, Brasil, n° 38
- 2017 - Bratislavská Šupka. Artigo em livro de Jan Hladík. Arseos, Bratislava, Eslováquia, pp. 122 - 125
- 2017 - Frans Post - Animais do Brasil – desenhos inéditos em Amsterdão. Artigo em Jornal da ABCA. Arte & Crítica. São Paulo, Brasil, n° 41
- 2017 - A Coleção Grondona. Missão Artística Francesa e a Pintura Genovesa. Artigo em Jornal da ABCA. Arte & Crítica. São Paulo, Brasil, n° 42